# Treasure Island (1934)
Treasure Island is een Amerikaanse avonturenfilm uit 1934 onder regie van Victor Fleming. Het scenario is gebaseerd op de gelijknamige roman uit 1883 van de Schotse auteur Robert Louis Stevenson. Destijds werd de film in Nederland uitgebracht onder de titel Het goudeiland.

## Verhaal
De vaderloze Jim Hawkins werkt in de herberg van zijn moeder. Op een dag krijgt hij een schatkaart van een stervende vreemdeling. Hij besluit naar de schat op zoek te gaan. De piraat John Silver wil hem ook graag buitmaken.

## Rolverdeling
| Acteur             | Personage         |
| ------------------ | ----------------- |
| Wallace Beery      | John Silver       |
| Jackie Cooper      | Jim Hawkins       |
| Lionel Barrymore   | Billy Bones       |
| Otto Kruger        | Dokter Livesey    |
| Lewis Stone        | Kapitein Smollett |
| Nigel Bruce        | John Trelawney    |
| Charles Sale       | Ben Gunn          |
| William V. Mong    | Pew               |
| Charles McNaughton | Black Dog         |
| Dorothy Peterson   | Mevrouw Hawkins   |
| Douglas Dumbrille  | Israel Hands      |
| Edmund Breese      | Job Anderson      |
| Olin Howland       | Dick              |
| Charles Irwin      | Abraham Gray      |
| Edward Pawley      | William O'Brien   |